# Dean McDermott
Dean McDermott (ur. 16 listopada 1966 w Toronto) – kanadyjski aktor. 

## Życiorys
Urodził się w Toronto, w prowincji Ontario w rodzinie pochodzenia irlandzkiego jako syn Doreen i Davida McDermotta. Wychowywał się z trzema siostrami - Dale, Dawn i Daną.
Wystąpił w westernie Kevina Costnera Bezprawie (2003) i filmie biograficznym Charlesa S. Duttona Królowa ringu (2004) z Meg Ryan, a także telewizyjnej komedii fantasy ABC Family Córka Mikołaja 2: Święta pod znakiem zapytania (2009) w reżyserii Rona Underwooda z Jenny McCarthy oraz serialach telewizyjnych, w tym Ziemia: Ostatnie starcie (1999), Poszukiwani (2003), Agenci NCIS (2005) i CSI: Kryminalne zagadki Las Vegas (2014).

## Życie prywatne
McDermott został obywatelem amerykańskim podczas uroczystości w Los Angeles 21 sierpnia 2010.
24 lipca 1993 poślubił Mary Jo Eustace, z którą ma syna Jacka Montgomery (ur. 10 października 1998). Jednak 12 lutego 2006 doszło do rozwodu. 7 maja 2006 ożenił się z aktorką Tori Spelling. Mają pięcioro dzieci: trzech synów - Liama Aarona (ur. 13 marca 2007), Finna Daveya (ur. 30 sierpnia 2012) i Beau Deana McDermotta (ur. 3 lutego 2017), oraz dwie córki: Stellę Doreen McDermott (ur. 9 czerwca 2008) i Hattie Margaret (ur. 10 października 2011).

## Filmografia

### filmy fabularne
- 2001: Niebezpieczne miasto (Picture Claire) jako pomocnik na stacji
- 2003: Sekta III (The Skulls III) jako detektyw Staynor
- 2004: Królowa ringu (Against the Ropes) jako Pete Kallen
- 2004: Gra w różowe (Touch of Pink) jako Alisdair Keith
- 2007: Przed ołtarzem (Kiss the Bride) jako Plumber
- 2009: Córka Mikołaja 2: Święta pod znakiem zapytania (TV) jako Luke Jessup

### seriale telewizyjne
- 1989: Moje drugie ja jako Roger
- 1989: Friday the 13th jako Peter
- 1993: Żar tropików (Tropical Heat) jako Tony
- 1995: Na południe (Due South) jako Countrable Turnbull/Bubba Dean/Laurier
- 1996: Legendy Kung Fu jako szeryf
- 1997: F/X jako Ted Abbott
- 1998: Twarda gra (Power Play) jako Mark Simpson
- 1998: Nikita jako Sykes
- 1999: Ziemia: Ostatnie starcie jako Brenton Michaels/pułkownik Liam Kincaid
- 2000: Życie do poprawki (Twice in a Lifetime) jako Albert Weaver
- 2001: Łowcy skarbów (Relic Hunter) jako Dash Palmerston
- 2003: Poszukiwani (1-800 Missing) jako Alan Coyle
- 2005: Bez śladu (Without a Trace) jako James Costin
- 2005: Podkomisarz Brenda Johnson (The Closer) jako agent FBI Stephen Simms
- 2005: Agenci NCIS (NCIS) jako porucznik komandor Allan Witten
- 2005: Kojak jako detektyw Dan Riggins
- 2009: Wariackie przypadki (Head Case) w roli samego siebie
- 2009: RuPaul’s Drag Race w roli samego siebie
- 2015: Hell’s Kitchen w roli samego siebie